# Hermann Loeschcke
Hermann Loeschcke (* 13. Mai 1882 in Dorpat, Gouvernement Livland; † 27. September 1958 in Rostock, Deutsche Demokratische Republik) war ein deutscher Pathologe.

## Leben
Hermann Loeschke wurde als Sohn des Altphilologen und Archäologen Georg Loeschcke in dem damals zum Russischen Zarenreich gehörenden Dorpat geboren.
Nach dem Abitur in Bonn studierte er 1901–1905 an der Rheinischen Friedrich-Wilhelms-Universität Bonn und der Friedrich-Wilhelms-Universität zu Berlin Medizin. Nach der Promotion zum Dr. med. und einer Tätigkeit als Assistenzarzt in Bonn war ab 1908 Assistent und ab 1910 Prosektor am Pathologischen Institut der Universität zu Köln. 1911 erfolgte die Habilitation. 1913 wurde er Direktor des Pathologischen Instituts der Städtischen Krankenanstalten Mannheim und 1929 ordentlicher Honorarprofessor für Pathologie an der Ruprecht-Karls-Universität Heidelberg. Von 1931 bis 1947 war er ordentlicher Professor an der Preußischen Universität zu Greifswald. 1948 erhielt er einen Ruf als ordentlicher Professor an die Universität Rostock, wo er bis 1955 als Direktor des Pathologischen Instituts fungierte. Forschungsschwerpunkte waren die Lungenpathologie, Tuberkulose und Pneumonie.

## Ehrungen
- Wahl in die Deutsche Akademie der Naturforscher Leopoldina (1936)
- Korrespondierendes Mitglied der Deutschen Akademie der Wissenschaften zu Berlin (1955)[1]
- Ehrendoktor der Universität Greifswald.